# Doru davisi
Doru davisi är en tvestjärtart som beskrevs av Rehn och Morgan Hebard 1914. Doru davisi ingår i släktet Doru och familjen hjärtfottvestjärtar. Inga underarter finns listade i Catalogue of Life.